# Ocílka (křesadlo)

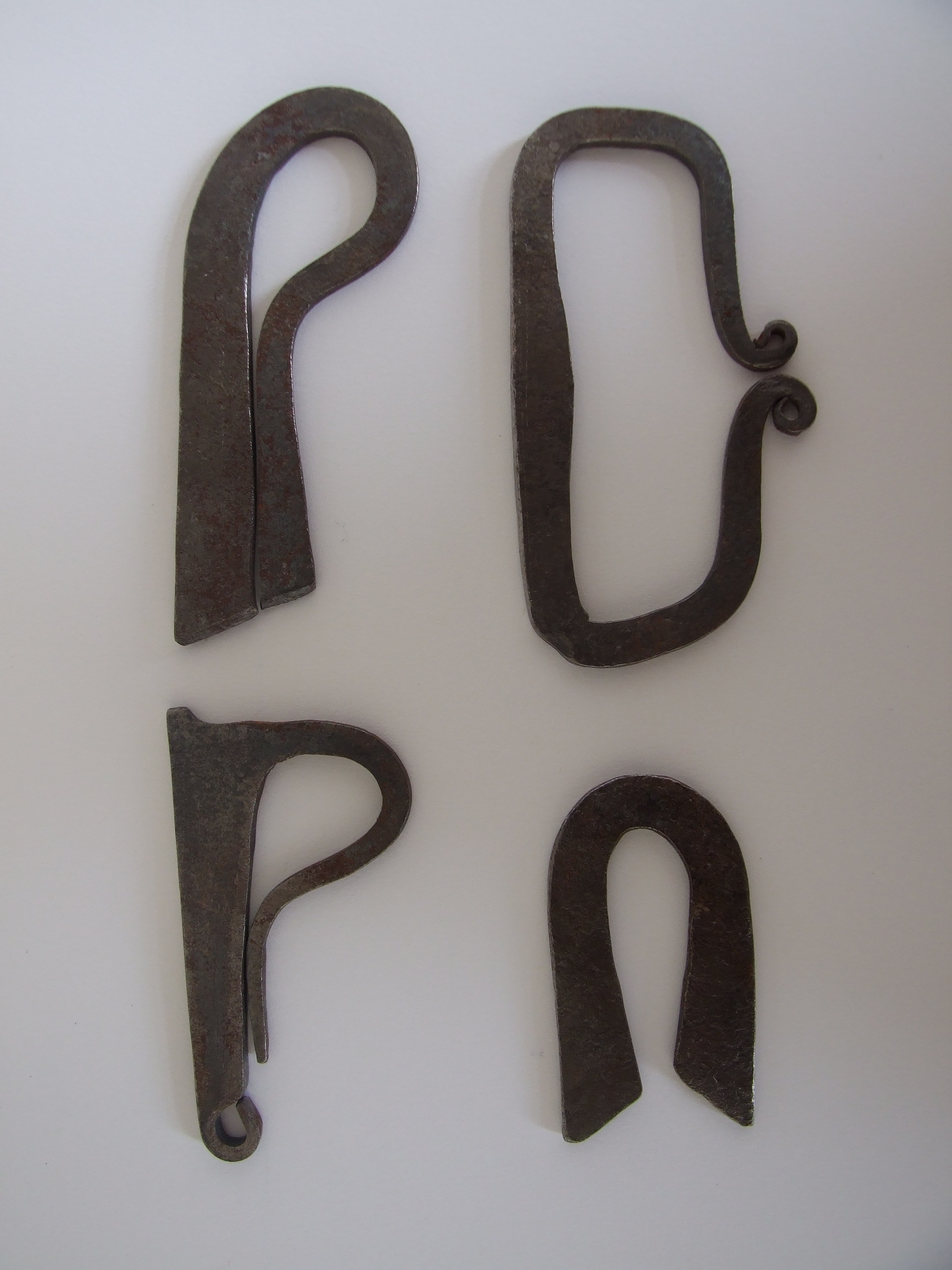
Různé tvary středověkých ocílek, které byly součástí křesadla pro rozdělávání ohně.

Ocílka je označení pro křesadlo vyrobené z uhlíkaté oceli (nerezová ocel nefunguje), viz obrázek vpravo.